# Bagad Bro Landerne
Pour les articles homonymes, voir BBL.
Le Bagad Bro Landerne (BBL) est un ensemble traditionnel de musique bretonne français, originaire du pays de Landerneau.

## Biographie
Sur les bords de l’Élorn, entre Cornouaille et Léon et à quelques encablures de Brest, le Bagad Bro Landerne  représente le pays de Landerneau et son identité culturelle dans le monde des bagadoù. Le bagad est né juillet 1989 sur le pont de Rohan par quelques compagnons sonneurs, à l’occasion du festival Kann Al Loar. Landerneau avait déjà connu l’existence de deux formations musicales auparavant : le Bagad An Elorn de l’École Saint Joseph dès 1957 puis le Bagad du lycée de l’Elorn qui participa aux concours des bagadoù jusqu'en 1975. La fin des bagadoù scolaires au cours des années 1970 mit provisoirement un terme à la musique bretonne sous cette forme dans le pays de Landerneau. Il faut donc attendre 1990 et la création officielle de la Kevrenn Landerne pour qu’à nouveau résonnent tambours, bombardes et cornemuses sur les berges de l’Élorn. Devenue Bagad Bro Landerne en 2008, l'association compte alors 120 adhérents répartis entre l'école de formation, le Bagadig et le Bagad.
Vainqueur de la 4e catégorie en 1999, second de la 3e catégorie en 2000, il évolue depuis 2000 en 2e catégorie où il a fini second en 2003 et 2005, puis 1er en 2006. Outre les compétitions annuelles, le bagad se produit dans de nombreux festivals et rassemblements culturels bretons pour lesquels il est sollicité : Festival interceltique de Lorient, Festival de Cornouaille à Quimper, Printemps des sonneurs à Brest, Festival Kann Al Loar de Landerneau, Festival de la Saint-Loup à Guingamp, Fêtes d'Arvor à Vannes, et Bagadans à Carhaix. Mais il participe également aux diverses fêtes ou manifestations sportives qui animent la région, et notamment le pays de Landerneau, tout au long de l'année. Durant la saison 2011-2012, Bagad et Bagadig ont ainsi effectué plus de 40 sorties.
Après un premier album sorti en 2003, le Bagad a édité en 2009 un nouvel opus nommé War zu al loar, composé de 20 morceaux joués entre 2005 et 2008 divisés en 5 parties :, Suite Fisel, Ploemeur 2005, Kan y'en a pour un, y'en a pourlet, Lorient 2006, Suite Loudeac, Concarneau 2006 , Suite Vannetaise, Pontivy 2007 et Coyi d'un artu una flor, Lorient 2008. À l'occasion de la sortie de cet album, en décembre 2009, l'Office de la langue bretonne a décerné au Bagad Bro Landerne le label 1 de la charte « Ya d'ar brezhoneg » qui récompense les efforts de l'association pour faire vivre la langue bretonne.
Le groupe s'est produit en France et à l'étranger : Hünfeld (Allemagne), Caernarfon (Pays de Galles), Prószków (Pologne), Mioveni (Roumanie), Folkfestival à Dranoutre, Celtic Weekend et Folkfestival à Dranouter (Belgique), Festival Interceltico de Occidente à Tapia de Casariego (Asturies), Viana do Castelo (Portugal). En 2015, il se rend à New York avec le cercle celtique à l'occasion de la Saint-Patrick.
En 2010, il fête ses 20 ans et accueille un nouveau penn-soner. Le bagad accompagne le groupe de rock Merzhin en mars 2014 et au festival Kann Al Loar à l'occasion de ses 25 ans.

## Fonctionnement

### Bagad
Il est composé de 35 musiciens répartis en quatre pupitres : bombardes, cornemuses, caisses claires, percussions. Affilié à Bodadeg ar Sonerion (assemblée des sonneurs), il participe au championnat national des bagadoù parmi les 70 à 90 formations.
En 2011, l'association comptait 120 adhérents. Le groupe est aujourd'hui dirigé par Tristan Jézéquel en bombarde, Kevin Lesage en cornemuse et Cynthia Gélisse en caisse-claire.

### Bagadig
Le Bagadig Bro Landerne est formé en 1999. Comme tous les « bagad-école », le Bagadig est une passerelle vers le Bagad. Il permet aux jeunes musiciens de s’aguerrir à la pratique de l’instrument, d’apprendre à jouer en formation et de se confronter à l’apprentissage qu’exige la préparation des concours. Cependant, l'association a fait le choix d'ouvrir les portes du Bagadig à tous ceux et celles qui sont tentés par la musique bretonne. L’envie de jouer d’un instrument n’étant pas l’apanage de la jeunesse, l’effectif est composé également d’adultes de tous âges, ce qui donne à cette formation un caractère familial mais néanmoins dynamique.
Le Bagadig participe ainsi aux concours de 5e catégorie organisés par la fédération des sonneurs Bodadeg ar Sonerion (National et Penn ar Bed). Il participe comme le Bagad à des animations et des festivités tout au long de l’année, principalement dans le pays de Landerneau. Cependant, tous les deux ans, le Bagadig coorganise un festival de musique celtique à Doussard, village situé sur les bords du lac d'Annecy. Des actions sont également menées régulièrement pour maintenir les liens avec d'autres associations landernéennes qui ont pour objectif de mettre en avant la culture bretonne, comme le Cercle des jeunes d'Eskell an Elorn.

## Style musical

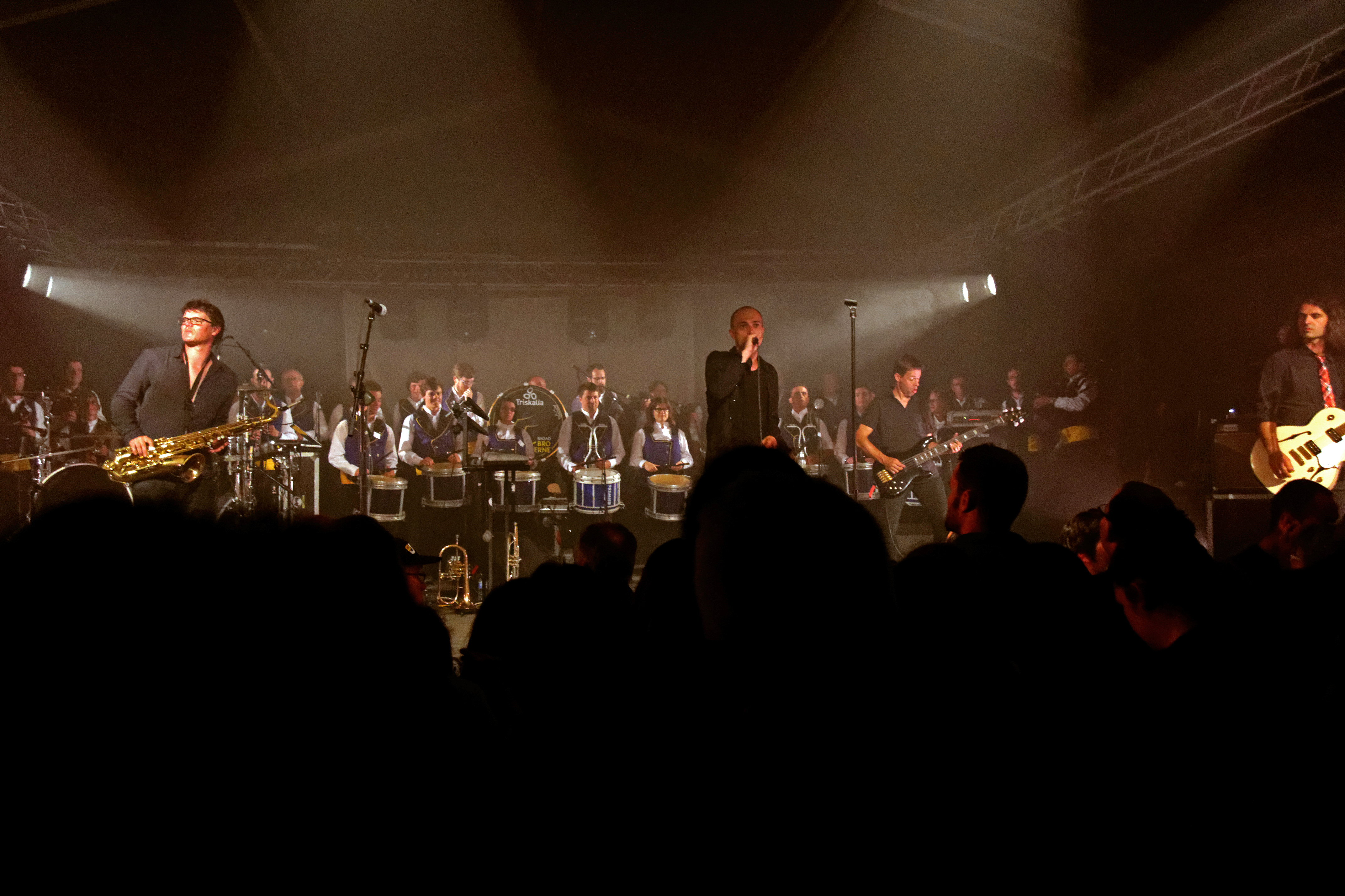
Pour ses 20 ans, le bagad accompagne Merzhin à Landerneau.

Bien que la base du répertoire s'appuie sur des airs traditionnels ou des compositions d'influence bretonne, le Bagad n'hésite pas à s'inspirer de musiques toutes aussi diverses que la musique classique ou Iron Maiden. Il a d'ailleurs participé à la création du « Celto Cuban Rock Orchestra » en 2005 avec l'orchestre de salsa De la Luna et le groupe de rock Nothing to hide. Il a également accompagné le groupe landernéen Merzhin, Faudel ou encore Carlos Núñez à l'occasion de spectacles.
Le Bagad se veut être une vitrine dynamique de la culture bretonne à travers la musique, la langue mais aussi la danse. C'est pourquoi il se produit régulièrement avec le cercle Eskell an Elorn de Landerneau lors de représentations, spectacles et défilés. Le Bagad accompagne également le cercle à l'occasion des concours de danse organisés par la fédération Kendalc'h. Au sein de cette fédération le cercle Eskell an Elorn évolue en 1re catégorie. En 2007, il participe au Championnat de Bretagne de danse avec le cercle (7e place) et le rejoint à nouveau en 2008.

## Discographie
- 2003 : War zu al Loar